# Galgenbos
Het Galgenbos (ook 'Ter Galge' of 'Ter Weelde' genoemd) is een bosje van slechts een halve hectare groot in Sint-Andries, deelgemeente van de stad Brugge, palend aan de Diksmuidse Heerweg. In het bos zijn de restanten van een middeleeuws 7-puntig fort nog duidelijk te zien, die samen met de andere relicten de rijke geschiedenis van het bosje aangeven.

## Huidig bos
Het huidig bos bevindt zich tussen de Diksmuidse Heerweg en Fort Zevenbergen. Hoewel het bos met hekken omzoomd is, is het vrij toegankelijk voor voetgangers via de ingang in Fort Zevenbergen of de twee ingangen aan de Diksmuidse heerweg, waar er ook een infobord te vinden is.
Onder de hoge, statige beukenbomen bevindt zich een aarden verhoging waar nog een zevenpuntige omwalling in te zien is. Op de punten van deze ster bevinden zich stoven uit haagbeuk van ongeveer 300 jaar oud. De grootste hiervan, te vinden in het noordwesten vlak bij het infobord, heeft een doorsnee van 10 m.

## Geschiedenis
Een bodemkundig onderzoek wees aan dat de bodem een getuigenheuvel uit het pleistoceen is, wat fel contrasteert met het omliggende gebied. Er heeft zich dus altijd een heuvel bevonden op de huidige locatie.
In de Romeinse periode werd de Diksmuide Heerbaan er aangelegd. Vermoedelijk liep die toen over de heuvel waar nu het Galgenbos ligt. Behalve deze heerbaan is er geen gekende Romeinse activiteit nabij het Galgenbos.

### Middeleeuwen

#### 13de tot 16de eeuw: Galgplaats en leprozenkolonie

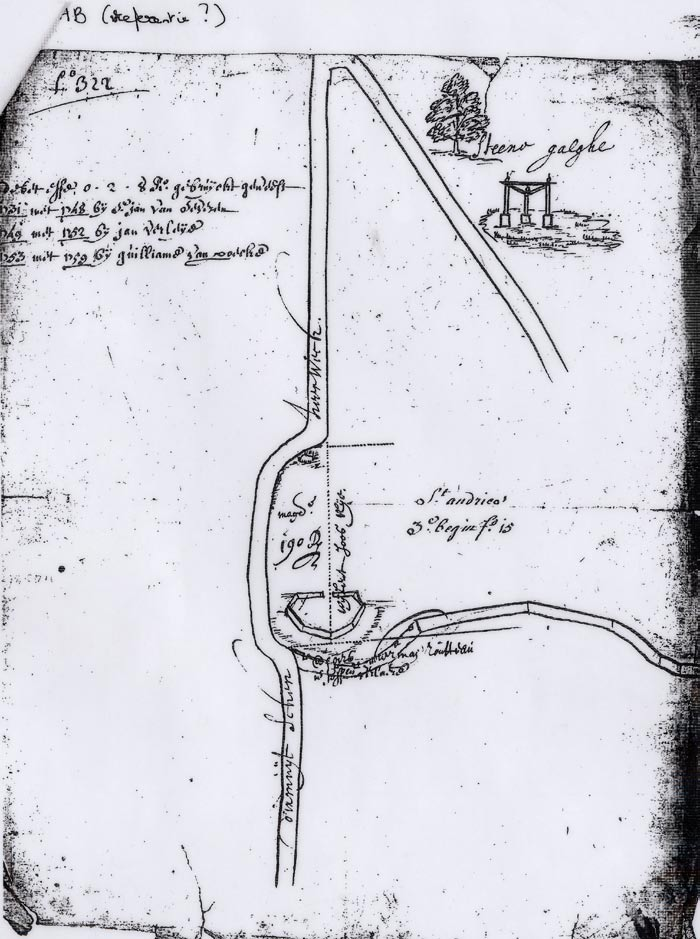
Kaartdetail van Sint-Andries, Brugge. Kaart gemaakt door Mestdagh in 1693. De gerechtsboom is duidelijk te zien

De eerste galg in Brugge bevond zich in de binnenstad. De stadsmagistraat koos er in de 11de eeuw echter voor om deze vlak buiten Brugge te plaatsen. Door de groei van Brugge verplaatste de galg zich steeds verder van het centrum, tot deze in de 13de eeuw op Sint-Andries terechtkwam. De galg werd in een zijstraat van de Diksmuidse Heerweg geplaatst, in het (ondertussen verdwenen) Kaakstraatje. Door de galg op een goed zichtbare plaats langs een belangrijke invalsweg te plaatsen, wilde men wangedrag ontraden.
De eerste vermelding van de nieuwe locatie vindt men in 1261, al is de exacte datum van verplaatsing van de galg niet gekend. De galg zelf was waarschijnlijk een constructie met een arduinstenen fundament, drie blauwstenen pijlers waar houten of metalen dwarsbalken verschillende galgen ophielden. Middeleeuwse kaarten tonen ook een gerechtsboom vlak bij de galgen, die sindsdien is verdwenen. Net zoals vele gerechtsbomen betrof het een linde, zoals kan worden afgeleid uit de tekening op de kaart.
In 1453 was er in een oorkonde sprake van een leprozenkolonie op het "stuk ter Galge" in eigendom van de Magdalenaprozerie. De leprozen of 'Akkerzieken' woonden hier in kleine houten huisjes, afgezonderd van de rest van de stad.
In ruil voor het bewaken van de gevangen kregen ze een kleine vergoeding van de stadsmagistraat. Wanneer vingerkootjes of teenkootjes van de gehangenen vielen, mochten ze deze verkopen als amulet aan de stadsbewoners, wat toen erg gegeerd was. Als het lijk volledig van de galg viel, hadden zij het recht om het te begraven. Uit de archieven blijkt dat er anno 1562 amper nog leprozen woonden en dat de leprozenhuizen voor 1588 afgebroken waren.
Rond deze periode veranderde de naam van het stuk in 'Ter Weelde', naar de nabijgelegen hoeve.

#### 16de eeuw en 17 de eeuw
Boven op de heuvel werd in 16de eeuw een dubbele omwalling opgeworpen, om een verdedigingsfort te bouwen. Deze zevenhoekige constructie was een van de vele forten rond Brugge die Brugge ten tijde van de Tachtigjarige Oorlog moest beschermen. Door het uitgraven van een gracht rondom Ter Galge werd het 13de- en 14de-eeuws aardewerk van de leprozenkolonie verstoord en hierop geworpen, zoals archeologisch onderzoek uitwees.
Het fortje werd rond de 17de eeuw verlaten. Om de 'Ommeloper' uit 1690 zijn er nog geen bomen te zien. De hakhoutstoven zijn dus waarschijnlijk iets later aangeplant.

### 18de eeuw en later
De galg bleef tot 1795 in gebruik, waarna ze afgebroken werd. Rond deze tijd kwam het gebied in handen van het Bestuur der Burgerlijke Godshuizen, die het in 1878 verkocht aan de toenmalig burgemeester van Sint-Andries, Paul Coppieters. Hij was tevens eigenaar van het kasteel en bijbehorend bos aan de overkant van de Diksmuidse Heerweg, nu het Coppietersbos geheten. Hij wilde de dreef naar het kasteel doortrekken doorheen het Galgenbos. Deze plannen werden echter nooit uitgevoerd.
In 1977 werd het gebied aangekocht door Stad Brugge om het samen met het omliggende gebied te verkavelen. Wanneer de rijke geschiedenis bekend raakte, besliste men om het Galgenbos niet te verkavelen.
In 2009 werd de procedure om het als monument te beschermen in gang gezet, waardoor de hakhoutstoven op 14 juli 2010 als monument erkend werd.

### Huidig gebruik
Door de aanwezigheid van de oude hakhoutstoven en de bijzondere reliëfstructuur, is een bijzondere zorg nodig voor het bosje. Een crossparkoer of zelfs speelbos zijn niet mogelijk. Wel is het bos publiek toegankelijk om er te wandelen.
De oude hakhoutstoven bestaande uit haagbeuken zijn een waardevolle bron van inheemse zaden. Het Agentschap Natuur en Bos verzamelt dan ook zaden van deze waardevolle bomen.